# وندروال (أغنية)
وندروال هي أغنية للفرقة البريطانية أوايزيس ظهرت في تسجيلهم لسنة 1995 (واتس ذ ستوري) مورنينغ غلوري؟ . هي من دون أدنى شك أشهر أغنية للفرقة. شكلت عند صدورها ظاهرة موسيقية حقيقية شاركت بقسط وافر في نجاح التسجيل ووصوله للتميز والعالمية  و ذلك منذ اطلاع الجمهور عليها واكتشافها لها، نصبتها إذاعة إكس أف أم عام 2010 كسابع أحسن أغنية بريطانية في تاريخ موسيقى الروك من ضمن 1000 أغنية مرشحة من جميع الفترات والأوقات. 

## نشأة الأغنية
تم اقتباس عنوان الأغنية من عنوان تسجيل جورج هاريسون لسنة 1967 وندروال ميوزيك الذي رافق فيلم وندروال كموسيقى تصويرية له 
العنوان الأصلي للأغنية كان «ويشينغ ستون» (حجر التمني)
كثيرا ما أشيع عن ناول غلاغر ملحن ومؤلف وندروال  أنه إستقى إلهامه في عمله ذاك من علاقته مع ميغ ماتيوز زوجته في تلك المرحلة بالذات لكن ناول يصرح الآن منذ انفصاله منها في 2001 أن كلمات الأغنية لم تكن موجهة إليها بالذات بالرغم من أنه لم يكذب أنذاك أقوال الصحافة بخصوص ذلك إتقاءا لإحراج زوجته أمام الملأ وأن كلمات الأغنية كانت تتوجه في الحقيقة لصديق خيالي إلتمس منه المؤلف سلاكا وإنقاذا من هواه ومن نفسه 

## إعادة الأغنية من طرف فنانين آخرين
تعتبر أغنية وندروال إحدى أكثر المقطوعات التي طالتها الإعادات من طرف فنانين آخرين في السنوات الأخيرة وإحتفظ التاريخ أن أنجحها كانت من إعداد مايك فلاور بوب الذي إعتلى المرتبة الثانية في ترتيب الشارت البريطاني شهرين إثنين بعد صدور الأغنية ألأصلية لفرقة أوايزيس . ناول غلاغر الذي كان يومها بالولايات المتحدة أعرب عن تعجبه وإستغرابه من تساؤل أحد مسيري دار تسجيله بخصوص كون الأغنية نفسها التي آلفها من قبل نظرا لكون التعديلات التي أدخلها عليها مايك فلاور جعلت منها شبيهة بالموسيقى الشعبية الأمريكية للخمسينات 
أما الإعادة التي راقت أكثر لناول غلاغر فكانت من دون شك نسخة المغني رايان أدامس التي قدمها عام 2001 وأصدرها عام 2004 وتظهر هذه المقطوعة أيضا على تسجيل أحسن أغاني رايان أدامس التي صدرت عام 2006 
و من الفنانين الذين أعادوا هذه الأغنية نذكر كات باور، ريتشارد تشيز، غريت بيغ سي، بول أنكا، ثلاثي براد مهلدو، بيستي بويز وفرقة البنك روك كارتل، ميتاليكا على تسجيل أنتيل ستوديوشيت لاود، نات ساندرسون، جاكي أو، ذ ماسكد مان.

### مقطوعات إتخذت واندروال كمصدر للإلهام لها
التحسينات والتعديلات الموسيقية المنبثقة لأغنية واندروال ظهرت أيضا في عدة أغاني أخرى مثل الأغنية الأولى لتسجيل بي هير ناو: ديو ناو وات أي مين وعلى مقطوعات أخرى ك وات غوز أرواند...كومس أرواند لجاستن تمبرلايك أو بولفار أوف بروكن دريمز لفرقة غرين داي أو ورايتين تو تيتش يو لفرقة ترافيز مما جعل ناول غلاغر يتهم صراحة فرقة غرين داي في 2006 بسرقة أعماله من دون ترخيص «لو إستمعتم جيدا لوجدتم أن الأغنية تحتوي على نفس تعديلات وتحسينات واندروال، كان الأجدر بهم على الأقل انتظار وفاتي لسرقة أعمالي أو على الأقل دفع أجر ذلك مثلما أقوم به بنفسي لما أستعير من آخرين بعضا من أعمالهم» 
و لكن لو بحثنا ونقبنا بعناية وتأني أكثر لوجدنا أن تحسينات أغنية واندروال وتتابع مفاتيحها الموسيقية موجود أيضا في أغاني أقدم مثل أغنية ألايف لبيرل جام ومان إن ذ بوكس لفرقة أليس إن شاين مما يشكل تناقضا خاصة أن ناول أعرب عن تبرءه ومعارضته الشديدة لنخبة الساحة الفنية للروك غرنج كما نجد نفس المفاتيح الموسيقية تماما في السيمفونية رقم 08 لغوستاف ماهلر. 

## نوادر
- تم تصنيف أغنية واندروال كأحسن أغنية بريطانية في التاريخ من طرف مستمعي إذاعة أوروب 2 الفرنسية عام 2005.
- تم استعمال الأغنية في الموسم 04 من المسلسل نيب/توك.
- قام شارلي بأداء الأغنية في مسلسل لوست.
- هي من الأغاني المفضلة للارس أولريش عازف الطبول لفرقة ميتاليكا.